# FFS (album)
Pour les articles homonymes, voir FFS.
Albums par Franz Ferdinand
Right Thoughts, Right Words, Right Action
(2013) Always Ascending
(2018)
Albums par Sparks
The Seduction of Ingmar Bergman
(2009) Hippopotamus
(2017)
Singles
1. Piss Off
Sortie : 1er avril 2015
2. Johnny Delusional
Sortie : 14 avril 2015
3. Collaborations Don't Work
Sortie : 27 avril 2015
4. Call Girl
Sortie : 28 mai 2015
5. Police Encounters
Sortie : 23 octobre 2015

FFS est le premier album du supergroupe FFS, sorti le 8 juin 2015 sous le label Domino Records. Produit par John Congleton, il a été enregistré en 15 jours fin 2014.

## Fiche technique

### Chansons
| No  | Titre                       | Auteur                                                                        | Durée |
| --- | --------------------------- | ----------------------------------------------------------------------------- | ----- |
| 1.  | Johnny Delusional           | Ron Mael, Russell Mael                                                        | 3:11  |
| 2.  | Call Girl                   | Alex Kapranos, Bob Hardy, Nick McCarthy, Paul Thomson, Ron Mael, Russell Mael | 3:21  |
| 3.  | Dictator's Son              | Ron Mael, Russell Mael                                                        | 4:15  |
| 4.  | Little Guy from the Suburbs | Alex Kapranos                                                                 | 5:09  |
| 5.  | Police Encounters           | Alex Kapranos, Bob Hardy, Nick McCarthy, Paul Thomson, Ron Mael, Russell Mael | 3:10  |
| 6.  | Save Me From Myself         | Ron Mael, Russell Mael                                                        | 3:57  |
| 7.  | Sō Desu Ne                  | Alex Kapranos, Ron Mael, Russell Mael                                         | 3:52  |
| 8.  | The Man Without a Tan       | Alex Kapranos, Bob Hardy, Nick McCarthy, Paul Thomson, Ron Mael, Russell Mael | 3:28  |
| 9.  | Things I Won't Get          | Nick McCarthy, Ron Mael, Russell Mael                                         | 3:03  |
| 10. | The Power Couple            | Ron Mael, Russell Mael                                                        | 3:01  |
| 11. | Collaborations Don't Work   | Alex Kapranos, Bob Hardy, Nick McCarthy, Paul Thomson, Ron Mael, Russell Mael | 6:42  |
| 12. | Piss Off                    | Ron Mael, Russell Mael                                                        | 3:55  |

| 13. | So Many Bridges  | 3:16 |
| 14. | King of the Song | 3:06 |
| 15. | Look at Me       | 3:43 |
| 16. | A Violent Death  | 3:51 |

### Musiciens

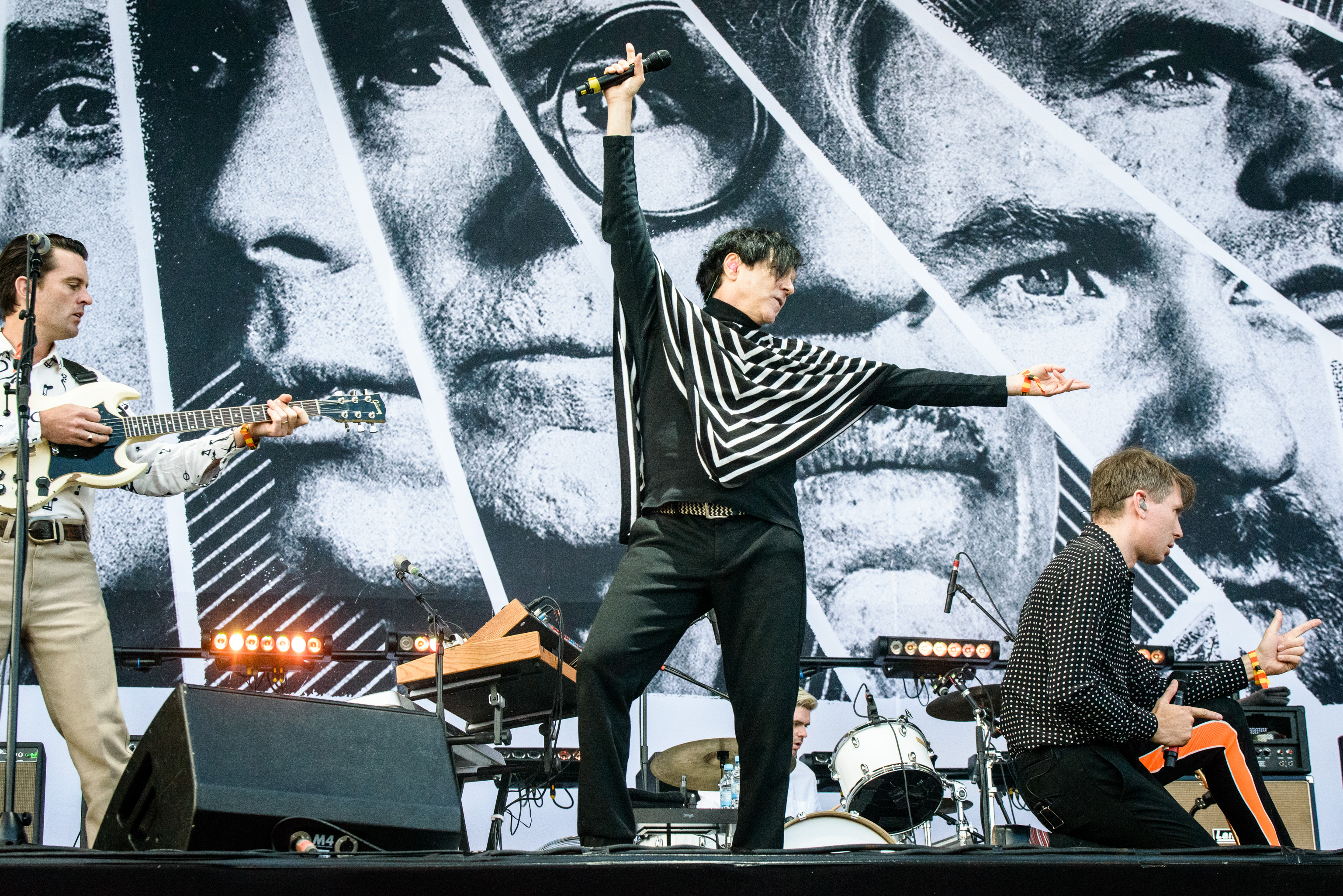
FFS en 2015.

- Alex Kapranos : chant, chœurs, guitare, claviers sur Johnny Delusional
- Nick McCarthy : guitare, claviers, chœurs, chant sur Things I Won't Get
- Bob Hardy : basse, chœurs
- Paul Thomson : batterie, percussions, chœurs
- Russell Mael : chant, chœurs
- Ron Mael : claviers, chœurs

### Équipe de production
- John Congleton : producteur, ingénieur du son, mixage
- Greg Calbi : mastering
- Mike Horner : assistant ingénieur du son
- Cenzo Townshend : mixage
- Galen Johnson : conception de la pochette
- Matthew Cooper : design
- David Edwards : photographie

### Classements et certifications
| Pays (classement)             | Meilleure position |
| ----------------------------- | ------------------ |
| Allemagne (Media Control AG)  | 22                 |
| Autriche (Ö3 Austria Top 40)  | 36                 |
| Belgique (Flandre Ultratop)   | 44                 |
| Belgique (Wallonie Ultratop)  | 32                 |
| Espagne (Promusicae)          | 53                 |
| France (SNEP)                 | 27                 |
| Italie (FIMI)                 | 60                 |
| Pays-Bas (Mega Album Top 100) | 13                 |
| Royaume-Uni (UK Albums Chart) | 17                 |
| Suisse (Schweizer Hitparade)  | 19                 |